# Permís a terra
"Permís a terra" (títol original en anglès "Shore Leave") és el quinzè episodi de la primera temporada de la sèrie de televisió de ciència-ficció estatunidenca Star Trek. Escrit per Theodore Sturgeon i dirigit per Robert Sparr, es va emetre per primera vegada el 29 de desembre de 1966.
A l'episodi, la tripulació de la Enterprise visita un planeta estrany on les fantasies de la partida de desembarcament es fan realitat.

## Argument
El USS Enterprise arriba a un planeta del sistema Omicron Delta. Les exploracions revelen que el planeta és agradable, però que no hi ha vida animal o insecte de cap mena. La tripulació està esgotada després de tres mesos d'operacions, així que el Capità Kirk anuncia baixada a terra per al personal fora de servei, però primer ordena als grups d'exploració que explorin el planeta.
El Dr. McCoy i Hikaru Sulu formen un grup. Troben un planeta realment bonic i tranquil. McCoy truca a Kirk per informar-li que acabava de veure un conill blanc antropomòrfic, i que un moment després Alícia, de Alícia en terra de meravelles, va aparèixer i va preguntar a McCoy si havia passat un conill. Kirk no creu això, pensant que McCoy està intentant que Kirk també prengui permís a terra, que Kirk havia dit que no necessitava. L'oficial científic Spock persuadeix Kirk perquè baixi dient-li que el seu informe de condició física mostra que el seu rendiment s'ha deteriorat.
Després que Kirk i el seu contramestre, Tonia Barrows, baixin, McCoy li mostra les petjades d'un conill gran. En un altre lloc, Sulu troba i dispara un revòlver Colt Police Positive. Aleshores Barrows informa que va ser atacada per Don Juan; el seu uniforme està esquinçat. Kirk és abordat breument per Finnegan, un bromista fatxenda que va turmentar Kirk durant els seus dies a l'Acadèmia, i coneix la Ruth, una antiga xicota. Sulu és atacat per un samurai amb katana, i ell informa que el seu faser no funciona. Kirk també descobreix que el seu faser no funciona. Kirk ordena aturar la sortida a terra abans que cap personal hagi estat enviat. Spock informa que el planeta està emanant un camp de força que extreu energia dels motors de la nau i interromp les comunicacions. Els patrons energètics suggereixen activitat industrial.
Spock es dirigeix cap avall per recollir les lectures dels sensors a mesura que les comunicacions entre la nau i el planeta es degraden, encallant Spock amb Kirk i els grups d'exploració al planeta sense cap mitjà per comunicar-se amb la nau. Després que McCoy li demani a Barrows que es canviï per un vestit medieval, un cavaller a cavall els carrega. McCoy la protegeix però és empalat per la llança i assassinat. Kirk dispara al cavaller amb el revòlver de Sulu. Kirk i Spock analitzen el cos del cavaller; està compost pel mateix material que la vegetació del planeta. Un avió de caça de la Segona Guerra Mundial ametralla el grup d'aterratge; durant l'enrenou, els cossos del Dr. McCoy i el cavaller desapareixen.
Spock li pregunta a Kirk què tenia al cap abans de la seva "visió" de Finnegan. Kirk diu que estava pensant en els seus dies d'acadèmia. Tal com esperava Spock, Finnegan reapareix. Finnegan es burla del capità abans de fugir, i Kirk el persegueix. Tenen una baralla a cops i Kirk noqueja Finnegan, cosa que Kirk diu que sempre ha volgut fer. Spock i Kirk s'adonen que els seus pensaments estan causant les seves experiències fantàstiques, però també que les experiències són cada cop més mortals. Kirk ordena a tothom que deixi de pensar, en qualsevol cosa.
Apareix un home gran: el "Porter", que explica que "[l]el planeta és un 'parc d'atraccions'"; les seves construccions no pretenen ser nocives o permanents. L'acompanya el Dr. McCoy, reviscut pel planeta. McCoy mostra les dues noies de cabaret de Rigel que va pensar després de ser reviscut. El Porter demana disculpes pels malentesos i ofereix els serveis del planeta a la tripulació de l' Enterprise, advertint que han de triar les seves diversions amb cura. Kirk accepta l'oferta quan la Ruth reapareix i autoritza la tripulació a baixar.

## Repartiment i doblatge al català
La sèrie va ser doblada al català pels estudis Tecni-3 (primera part) i Diálogo (segona part) i emesa a TV3 l’any 1989. Els dobladors de l'episodi foren:
| Personatge                | Actor/actriu     | Veu en català                      |
| ------------------------- | ---------------- | ---------------------------------- |
| James T. Kirk             | William Shatner  | Jordi Boixaderas                   |
| Spock                     | Leonard Nimoy    | Isidre Sola i Llop                 |
| Montgomery Scott 'Scotty' | James Doohan     | Joan Carles Gustems Domènec Farell |
| Hikaru Sulu               | George Takei     | Jaume Nadal Enric Cusí             |
| Nyota Uhura               | Nichelle Nichols | Glòria Roig Azucena Díaz           |
| Tonia Barrows             | Emily Banks      | Núria Domènech                     |
| Finnegan                  | Bruce Mars       | Pep Anton Muñoz                    |
| Ruth                      | Shirley Bonne    | Marta Calvó                        |
| Esteban Rodriguez         | Perry López      | Quim Roca                          |
| Angela Martine            | Barbara Baldavin | Maria Moscardó                     |
| El Porter                 | Oliver McGowan   | Manuel Lázaro                      |

## Producció
Gene Roddenberry s'havia esgotat durant dos anys sense descans, primer va produir The Lieutenant, després va vendre Star Trek a NBC i finalment va aconseguir la sèrie en producció. Just després que "Permís a terra" fos aprovat per a la preproducció, la seva dona i el seu metge van insistir que es prengués unes vacances.
El guió lliurat per l'escriptor de ciència-ficció Theodore Sturgeon havia emfatitzat la importància de la fantasia com a component de relaxació, i la cadena estava preocupada perquè el guió pogués ser massa surrealista. Roddenberry va assegurar a la cadena que el guió es reescriuria i que la fantasia es reduiria abans de marxar de vacances. Tanmateix, això no es va deixar clar al productor operatiu entrant Gene L. Coon, que va fer la reescriptura i va emfatitzar encara més l'aspecte de la fantasia. Roddenberry va tornar el dia abans de començar el rodatge i es va adonar que tenia un problema. Sturgeon es va oposar especialment al fet que McCoy lligués amb dues dones al vaixell, creient que soscavava la tensió emocional entre McCoy i Tonia.
El rodatge d'ubicacions que representa el 90% de l'episodi va tenir lloc a Africa USA, una reserva d'ensinistrament d'animals on es filvama sovint les sèries de televisió Cowboy in Africa i Daktari. La història de Star Trek diu que Roddenberry va instal·lar una taula, una cadira i una màquina d'escriure sota un arbre, reescrivint frenèticament el guió revisat de Coon, intentant mantenir-se per davant del calendari de rodatge mantenint una mena de continuïtat. Això va causar alguns problemes.
Fins i tot amb la reescriptura de Roddenberry, molts dels aspectes fantàstics de Coon i Sturgeon es van mantenir, des d'una trobada amb un samurai, fins a la trobada amb un tigre (tot i que la idea de Kirk lluitant contra el tigre es va eliminar, inicialment amb molèstia, però després amb alleujament, de William Shatner), i es va tallar una escena amb un elefant abans del rodatge. Gregg Peters, recentment ascendit al rang d'assistent de direcció, havia estat designat per tenir cura de l'elefant. Durant el rodatge, el repartiment i la tripulació li van fer burles sobre el paquiderm, preguntant quan s'utilitzaria. Durant molts anys després, quan Peters assistia a les convencions de Star Trek, els fans el saludaven amb un cor de: "Digues, Gregg, quan pots utilitzar el teu elefant?"

## Recepció
Zack Handlen de The A.V. Club va donar a l'episodi una qualificació "A-", descrivint l'episodi com "molt divertit" i assenyalant "un ganxo fort per evitar que el camp descendeixi a l'autoparòdia."
El 2016, Hollywood Reporter va classificar "Permís a terra" com el 82è millor episodi de tots els episodis de Star Trek.
El 2018, PopMatters va classificar aquest com el 14è millor episodi de la sèrie original.

## Revisió
L’episodi de la sèrie animada Star Trek "Once Upon a Planet", escrit pels guionistes de Filmation Leonard "Len" Janson i Charles "Chuck" Menville, implica que l'Enterprise torna al planeta del parc d'atraccions per descansar. Tanmateix, el Porter ha mort, i l'ordinador que queda per fer funcionar el planeta, una màquina bastant intel·ligent, ara es ressenteix del seu paper de servent i es gira contra els visitants, utilitzant els accessoris i personalitats que els visitants pensen en contra d'ells.